# Портсигар
Портсига́р (фр. porte-cigare, досл.: «носить сигары») — плоский футляр, который используется для хранения и ношения сигар, сигарет или папирос. Помимо основной функции, используется для придания имиджа и индивидуальности носящего.
Имея жесткий корпус, портсигары предохраняют носимые в нем папиросы и сигареты от механических повреждений.
Портсигары различаются по вместимости количества сигарет, по их длине и по способу крепления: на резинке и на пружинном креплении. Традиционный портсигар (как правило, металлический), симметрично раскрывается на две половины. В каждой половине хранится ряд сигарет, которые удерживаются креплением. Некоторые портсигары представляют собой просто прочные футляры, в которых хранятся стандартные пачки сигарет.
В настоящее время не все портсигары изготавливаются из металла, распространение получили и пластиковые. Другие поставляются с дополнительными функциями, такими как встроенные зажигалки или пепельницы.
Портсигары — модные аксессуары в культуре курения. Самые дорогие из них могут быть изготовлены из благородных металлов, украшены художественной гравировкой, монограммами и драгоценностями. Карл Фаберже, более известный ювелирными пасхальными яйцами, также делал портсигары из золота и драгоценных камней для семьи российского императора Николая II.
Портсигары являются предметом коллекционирования.

## История
Портсигары появились, когда в продаже стал появляться скрученный табак. Раньше измельчённый табак и курительная бумага продавались отдельно, а табак перевозили в кожаных мешочках.
Первые упоминания о портсигарах относятся к XVII веку. В то время портсигары использовались состоятельными людьми не только по прямому назначению, но и целью демонстрации покупательной способности владельца. Портсигары изготавливались на заказ из драгоценных металлов, украшались драгоценными камнями и перламутром. В конце XIX — начале XX века портсигары снискали популярность среди всех слоёв населения многих стран и перестали быть исключительно предметом роскоши. Для изготовления портсигаров использовали серебро, золото, сталь, древесину, пластмассу. Портсигары прямоугольной формы распространены намного больше, чем квадратные. Существуют модели с закругленными углами, двухстворчатые, с откидной крышкой.
Портсигары в своё время были популярны среди солдат, и многие ветераны Первой и Второй мировой войны (например, Джеймс Духан) заявляли, что портсигары спасли им жизни, остановив пули. В типовых американских портсигарах 1920—1930-х годов помещалось 50 сигарет. Из-за этого их иногда называли «плоскими пятидесятыми» (англ. flat fifties).
На премьере очередной бродвейской постановки Коула Портера его жена Линда неизменно дарила ему портсигар от Cartier. Каждый из них был красивее предыдущего, выполнен из золота, серебра или кожи, многие украшены драгоценными камнями и, как правило, стилизованы под тематику шоу.
В 2003 году в Европейском союзе наблюдался всплеск продаж портсигаров, как способ избежать навязчивых ярлыков, связанных с введением на пачках сигарет заметных предупреждающих надписей с чёрной рамкой, например, «Курильщики умирают молодыми» и т. д., в соответствии с вступлением в силу директивы ЕС.

### Российская империя
Члены царской семьи в конце XIX века в России преподносили портсигары, изготовленные из драгоценных металлов с драгоценными камнями и вензелями императора, в качестве памятных подарков.
В начале XX века в дореволюционной России появились первые портсигары с агитационной тематикой. Они были посвящены сюжетам Русско-японской войны 1905 года и событиям Первой мировой войны. Портсигары изготавливались небольшими партиями, их владельцами становились участники значимых событий. Часть портсигар шла на продажу, а деньги, вырученные от этого, направлялись на поддержу воинов и членов их семьи. В Российской империи в начале XX века были популярны портсигары с виньетками, портсигары в технике филигрань, украшенные эмалью. Для изготовления портсигаров использовались берёста, дерево, недрагоценные металлы. Портсигары часто приобретали в подарок и делали на них памятные надписи. Темы оформления могли быть самыми разными: так, в собрании французского коллекционера Камдяна сохранился портсигар с изображением театрального костюма боярина.
В период Первой мировой войны портсигары для солдат изготавливали из алюминия и стали. Эти материалы хорошо проявили себя в военных условиях и помогали сохранять табак. Портсигары делались в технике литья, ковки, резанья, штамповки. Для их производства использовали серебро из Италии, которое стоило дороже, чем русское серебро.

#### Портсигары Фаберже
Дом Фаберже занимался производством серебряных портсигаров. Такие изделия украшали рисунки, эксклюзивные росписи, узоры, орнаменты и мотивы. Портсигары создавались в стиле неоклассицизма, рококо, модерна. Владельцами портсигаров, изготовленных домом Фаберже, были императоры, цари, офицеры. На своё восемнадцатилетние Николай II получил в подарок портсигар работы Карла Фаберже. Для его изготовления были использованы драгоценные металлы, портсигар украшали портреты членов императорской семьи.
Один из портсигаров Фаберже принадлежал кинопродюсеру Сэму Шпигелю. С этим портсигаром связана история: на званом обеде в Риме актёр Кирк Дуглас увидел, что принцессе Маргарет понравился портсигар, принадлежавший Шпигелю. Он предложил подарить принцессе портсигар, чтобы укрепить отношения между двумя странами, и Шпигелю, нехотя, пришлось предложить свой аксессуар.

### Советские портсигары
После прихода советской власти, на портсигарах стала присутствовать агитационная и революционная символика. Такие портсигары создавались на основе ещё дореволюционных моделей — но теперь их украшали революционными лозунгами. Портсигары изготавливали в стиле модерн или в русском стиле. После Февральской революции появилась модель портсигара, на которой была изображена женщина. Со временем на этом же портсигаре появились красные звезды, и был немного изменён текст. Ещё один пример — на портсигаре из серебра и эмали изображалась женщина в доспехах с мечом в руке. У её ног лежала корона. Изначально на этой модели портсигара не было звезды и содержался другой текст — из манифеста Февральской революции. Такие портсигары считаются редкими, их изготавливали для руководителей страны и крупных партийных деятелей. К 1920-м годах относится портсигар и с изображением церкви, он также считается очень редким.
В период 1920—1927 годов советские портсигары часто оформлялись в милитаристской тематике. Встречались портсигары с изображением иностранных танков с серпом и молотом. Портсигары по-прежнему использовали в качестве наград. На старых изделиях делали новые надписи, либо изготавливали новые портсигары с советской символикой. Известен серебряный портсигар, на котором изображён герб СССР с шестью республиками.
К 1927 году портсигар стал одной из официальных наград в СССР. К 10 годовщине ВЧК-ОГПУ командиров и бойцов награждали портсигарами, о чём сохранились записи в документах, выданных административно-организационным управлением ОГПУ. Их покрывала надпись «За преданность делу Пролетарской Революции».
Смерть Ленина также нашла своё отображение в символике портсигаров. Через год после образования СССР появились новые модели портсигаров, сюжеты, украшающие их, стали более разнообразны. Хотя они всё ещё изготавливались преимущественно из серебра, но уже появлялись мельхиоровые, латунные и жестяные портсигары.
Советские портсигары того времени можно поделить на несколько групп. К первой относятся портсигары, изображения на которых были выполнены в технике гравировки. Некоторые элементы гравировки могли делать с позолотой. На портсигарах второй группы, столь же распространённой, изображения сделаны при помощи литья или штамповки. К третьей группе портсигаров можно отнести модели, выполненные в технике черни. Портсигары данной группы встречаются намного реже. К четвёртой группе относятся портсигары с рельефными изображениями, дополненными элементами в технике горячей эмали.
Портсигары первой группы отличаются относительной простотой. Их крышки несут композиции, состоящие из растительного или геометрического орнамента. Сюда же относятся портсигары с виньетками, они дополнены пролетарской символикой. Это может быть индустриальная символика, колосья, серп и молот. Такие портсигары имели хождение до Великой Отечественной войны. Они были недорогими, простыми в исполнении, часто служили наградой бойцам на фронте.
В 1930-е годы появились государственные конторы и тресты, которые занимались изготовлением портсигаров с символикой учреждений и добровольных обществ. Известно про изготовление портсигаров с инженерной символикой, для этого применялась техники гравировки и штамповки. Такие портсигары можно отнести ко второй группе. Были распространены портсигары с символикой ОСОАВИАХИМа и надписью «Крепи оборону СССР». Ими награждали за победы в соревнованиях. Эти портсигары могли быть латунными с глубоким серебрением или с позолотой отдельных элементов. Значительно реже изготавливались портсигары из мельхиора.
В 1930-е годы на портсигарах стали изображать красноармейцев, рабочих, реже встречалось изображение колхозника, который стоял в лучах восходящего солнца на фоне заводов. Пользовались популярностью композиции из серпа и молота, колосьев пшеницы, знамён и заводов. Часто изображались самолёты. Для выполнения этих изображений использовали штамповку. Когда портсигары создавали как награду для солдат Красной Армии или для ударников труда, на задней крышке портсигара делали соответствующую надпись. Некоторые из этих изделий были очень тяжёлыми. Вес одного из портсигаров с изображением рабочего с молотом составляет 210 граммов. Портсигары часто украшались сюжетом «красноармейцы в дороге». Такими портсигарами награждали в 1928—1937 годах. На портсигарах присутствовала одна и та же агитационная символика, практически без изменений. К концу 1930-х годов портсигары стали украшать изображениями знамён, заводов, серпа и молота. Такие портсигары производились в большом количестве и всё ещё использовались как награды.
В период Великой Отечественной войны портсигары использовались в качестве наград за особые заслуги на фронте. Высшие командиры удостаивались портсигара, на футляре которого был портрет Сталина, а на крышке наносилась дарственная надпись. Во время войны для изготовления портсигаров использовали сталь и алюминий.
Известно про существование портсигара с изображением земного шара, на котором был нарисован серп и молот. Земной шар изображался поднимающимся из воды, от него исходили солнечные лучи. Также на портсигаре было знамя с надписью «СССР». Редким считается портсигар, выпущенный к двадцатой годовщине революции и дате принятия Новой конституции. Портсигар был украшен советской символикой, изображением рабочего и завода.
Портсигары в технике черни изготавливались с 1920-х годов до середины 1960-х годов. Портсигары 1920-х годов, изготовленные в этой технике, редко можно увидеть. Они создавались в единичных экземплярах, их стоимость была высокой. Изначально эти портсигары были аксессуарами командиров Красной Армии. Изготовлением портсигаров с чернью занималась артель «Северная Чернь» в период 1940—1960 годов. На крышках могли изображаться Московский Кремль, знамёна, русские богатыри, Волго-Донской канал имени В. И. Ленина и салют Победы.
Самой редкой считается четвёртая группа портсигаров, для украшения которых применялась горячая эмаль. Такие портсигары вручались как награды офицерам ОГПУ, изготавливались для партийных деятелей. Эти портсигары выпускались ограниченными партиями. Также производились большие партии портсигаров с более простым оформлением для массовых награждений. Примером дорогого портсигара может служить модель, изготовленная к XV годовщине ОГПУ и Погранохраны. На портсигаре был изображен красноармеец с винтовкой и пограничный столб, украшенный эмалью. В 1940 году выпустили ещё один необычный портсигар, изготовленный из стали. На нём представлен крупный рельефный герб СССР. Портсигар был украшен холодной эмалью, позолотой и серебрением. Существует мнение, что такие портсигары вручали вместе с высшими военными наградами СССР.
Были портсигары, изготовленные в единичном или в нескольких экземплярах. Пример может служить серебряный портсигар, созданный к десятилетию ОСОАВИАХИМа Казахской ССР. На нём была наградная надпись, из которой следовало, что портсигар был подарен за успешную организацию соревнований по стрельбе, которые как раз проводились к юбилею.
В 1960-х годах в художественном оформлении портсигар продолжили использовать патриотическую символику. После полёта человека в космос в украшении портсигаров стала присутствовать тема космоса. В СССР выпускались портсигары по случаю юбилейных дат и значимых событий. На портсигарах изображались карты городов, стран, памятники, художественные и скульптурные композиции, персонажи мультфильмов. Тема Олимпиады 1980 года в Москве также нашла свое отражение в оформлении изделий.
В СССР портсигары изготавливались на таких предприятиях: «Мосштамп», «Ленэмальер», «Металлодеталь», МПЗ", «НПЗ», «Карболит», «Златоуст», «Метгал», «ММП», «Артель „Победа“ Одесса», «АМЮ7», «МЮЗ1», Артель «Победа» Москва", «Арт-XXX-рiччя Жовтня КИЇВ», «Завод № 192», «арт. „Санитас“ Одесса», «ф-ка подарочных изделий Одесса». Один из крупнейших производителей, трест «Масштамп», на своих заводах изготавливал в больших количествах металлические портсигары, которые могли значительно отличаться друг от друга. Для изготовления использовали алюминиевые сплавы, нержавеющую сталь, латунь, мельхиор. На заводах, изготавливающих продукцию из различных пластмасс, тоже изготавливали портсигары. Их делали из таких материалов, как карболит, бакелит, этрол и т. д. Практически на любом производстве могли изготавливать портсигары, их делали из кожи, берёсты, дерева, папье-маше.
На оружейных заводах, например Златоуста и Тулы, тоже изготавливали портсигары. Основы портсигаров были идентичны, однако для их декоративного оформления использовались те же техники гравировки и травления, которые применялись для украшения оружия, что делало каждый портсигар уникальным произведением. Часть портсигаров изготавливалась на заказ с инициалами заказчиков.

#### Современность
После Второй мировой войны, в середине XX века в СССР вместо металлических портсигаров для хранения сигарет начали использовать картонные пачки. Они постепенно вытеснили портсигары из массового производства.
Советские портсигары, как и изделия времён Российской империи, стали объектом коллекционирования. По данным на 2006 год, простые советские портсигары стоили от 100 долларов США. Стоимость серебряных могла начинаться от 200—400 долларов и доходить до нескольких тысяч. Цена на портсигары, декорированные эмалью или чернью, очень высока. Портсигар, изготовленный из серебра и эмали, с портретом В. И. Ленина, продавался за 25 тысяч долларов.

## Схожие предметы
Сигаретная коробка, очень похожая на хьюмидор для сигар, представляет собой более крупный предмет, который часто хранят на рабочем столе или журнальном столике. Такая коробка, выполненная из дерева, металла, стекла или керамики, вмещает бо́льшее количество сигарет для домовладельца и гостей.